# Szczęsny Leon Poniatowski
Le prince Szczęsny Leon Poniatowski (en russe : Щенсный Адамович Понятовский), né le 22 avril 1857, à Cepcewicze-sur-Goryne, dans le gouvernement de Volhynie (partie de l'ancienne Pologne dévolue à l'Empire russe) et mort le 31 mai 1936, au même endroit dans ce qui appartient désormais à la voïvodie de Volhynie (dans la nouvelle Pologne), est un aristocrate et propriétaire terrien polonais sujet de l'Empire russe jusqu'en 1917, qui fut député de la Première Douma d'État de l'Empire russe pour le gouvernement de Volhynie.

## Biographie
Fils du prince Adam Stanislaw Poniatowski (1808-1872) et de la princesse Sophie née Felinska, il descend d'une famille de la noblesse polonaise parmi les plus prestigieuses. Il suit ses études à la faculté de Droit de l'université de Kiev, puis devient avocat assermenté et s'occupe de ses terres dans l'ouïezd de Loutsk en Volhynie.

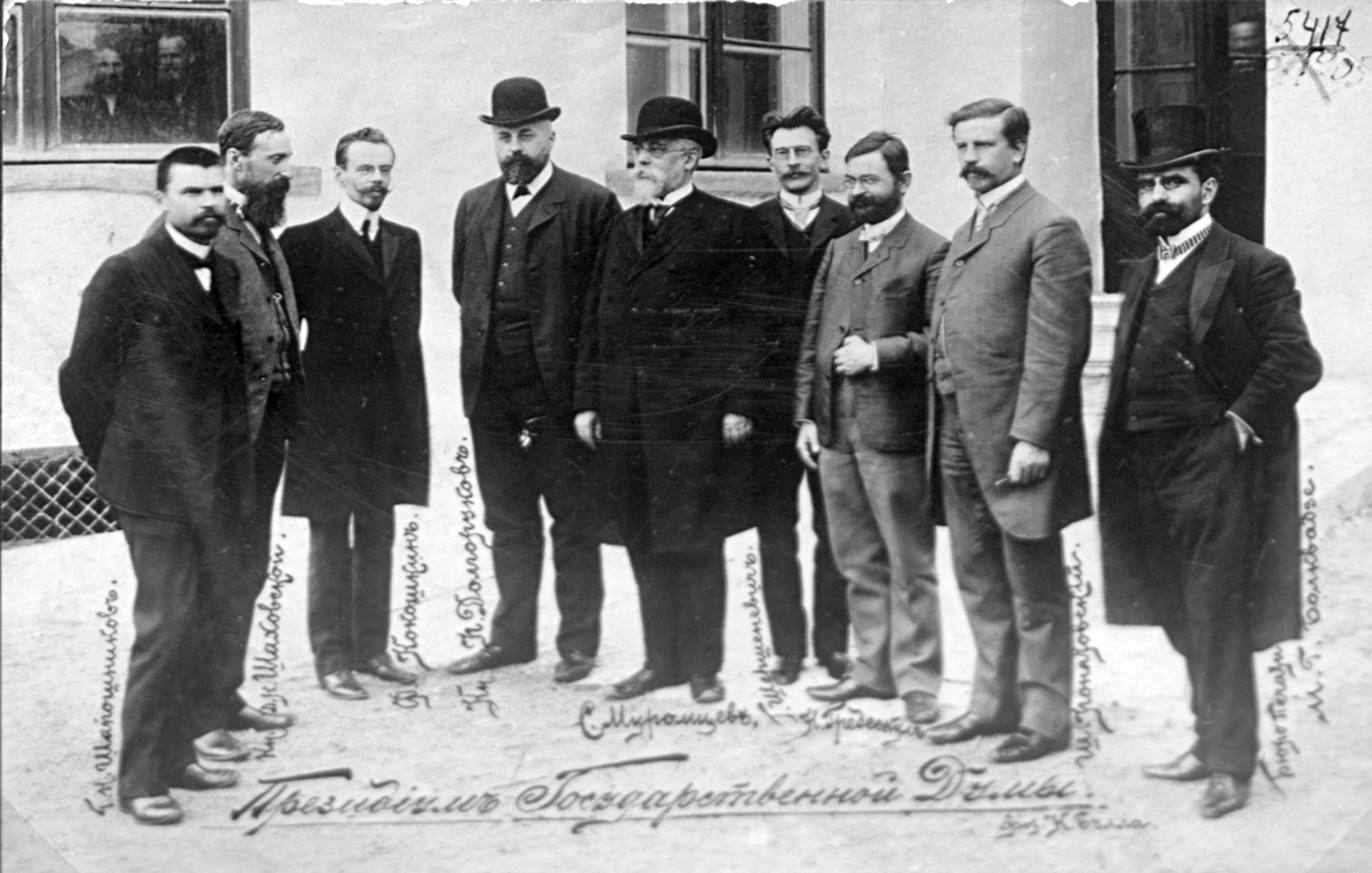
Présidium de la Première Douma.De g. à dr.: Grigori Chapochnikov (du groupe des Travaillistes), prince Dmitri Chakhovskoï, Fiodor Kokochkine, prince Piotr Dolgoroukov, Sergueï Mouromtsev, Gabriel Cherchenevitch, Nikolaï Gredeskoul, prince Poniatowski (des autonomistes) et le président du bureau des impressions Malakhi Bolkvadzé.

Le 15 avril 1906, il est élu député de la Première Douma pour le gouvernement de Volhynie. Il fait partie du groupe des Marches occidentales, sans adhérer à aucun parti, et devient vice-secrétaire de la Douma, tout en siégeant à la commission de l'agriculture. Il participe aux débats sur l'Adresse, la question agraire ou encore le pogrom de Bialystok.
Il prend part du 12 au 15 août 1917 aux travaux de l'assemblée d'État à Moscou.
Il est enterré à Berejnitsa, alors en Pologne et aujourd'hui en Ukraine.

## Famille
Il épouse en 1894 Maria Sokolowska dont il a une fille (1895-1910) et un fils (Joseph 1897-1995)
- Frère — Casimir Joseph Poniatowski (1854-1934).

## Source de la traduction
- (ru) Cet article est partiellement ou en totalité issu de l’article de Wikipédia en russe intitulé « Понятовский, Щенсный Адамович » (voir la liste des auteurs).